# Serres-Castet
Serres-Castet ist eine französische Gemeinde mit 4411 Einwohnern (Stand: 1. Januar 2022) im Département Pyrénées-Atlantiques in der Region Nouvelle-Aquitaine. Serres-Castet gehört zum Arrondissement Pau und zum Kanton Terres des Luys et Coteaux du Vic-Bilh (bis 2015: Kanton Morlaàs). Die Einwohner werden Serrois genannt. 

## Geographie
Serres-Castet liegt in der historischen Provinz Béarn am Fluss Luy de Béarn. Umgeben wird Serres-Castet von den Nachbargemeinden Sauvagnon im Norden und Westen, Navailles-Angos im Norden und Nordosten, Montardon im Osten und Süden sowie Lons und Lescar im Südwesten.
Durch die Gemeinde führt die frühere Route nationale 134 (heutige: D834).

## Geschichte
Als Sanctus Julius de Serra wird der Ort 984 erstmals auf der Cartulaire de Lescar erwähnt. 

### Bevölkerungsentwicklung
| 1962 | 1968 | 1975 | 1982 | 1990 | 1999 | 2006 | 2011 |
| ---- | ---- | ---- | ---- | ---- | ---- | ---- | ---- |
| 536  | 749  | 1226 | 2196 | 2430 | 3040 | 3461 | 3678 |

## Sehenswürdigkeiten
- Kirche Saint-Julien, ursprünglich aus dem 11. Jahrhundert, Umbauten aus den nachfolgenden Jahrhunderten

## Gemeindepartnerschaft
Mit der italienischen Gemeinde Campo San Martino in der Provinz Padua (Venetien) besteht seit 2001 eine Partnerschaft.